# Мангуш, Наджла
Наджла Мухаммед аль-Мангуш (араб. نجلاء المنقوش‎, род. 7 июня 1973, Лондон) — ливийская юристка и государственная деятельница. Министр иностранных дел Ливии в правительстве национального единства (ПНЕ) Ливии Абдель Хамида Дбейбы с 15 марта 2021 по 28 августа 2023 года. Первая женщина во главе Министерства иностранных дел Ливии и четвёртая женщина на этом посту в истории арабских стран (после Наха Минт Мукнасс в 2009 году и Фатма Валь Минт Суэйна в 2015 году в Мавритании и Асма Абдалла в Судане в 2019 году).

## Биография
Получила юридическое образование в Университете Бенгази, а затем была там доцентом права.
Была высокопоставленным чиновником Переходного национального совета Ливии во время гражданской войны (2011), возглавляла отдел по взаимодействию с общественностью.
С 2012 года жила в городе Гаррисонберг в штате Виргиния в США. Была стипендиатом программы Фулбрайта и получила степень магистра в области трансформации конфликтов в Центре справедливости и миростроительства (Center for Justice and Peacebuilding, CJP) Восточного меннонитского университета (EMU).
Как эксперт по разрешению конфликтов, она была представителем Ливии в некоммерческой организации Институт мира США (USIP), основанной Конгрессом США для разрешения международных конфликтов.
Являлась сотрудником программы по миростроительству и традиционному праву в Центре мировых религий, дипломатии и разрешения конфликтов (Center for World Religions, Diplomacy and Conflict Resolution, CRDC) Университета Джорджа Мейсона, получила докторскую степень в Центре анализа и разрешения конфликтов Университета Джорджа Мэйсона.
15 марта 2021 года стала первой женщиной, возглавившей министерство иностранных дел Ливии. Сменила министра иностранных дел временного правительства Ливии (поддерживает главкома Ливийской национальной армии Халифу Хафтара) Абдулхади аль-Хувейджа и министра иностранных дел правительства национального согласия (ПНС) Мухаммеда Тахера Сиялу.
Свободно владеет английским языком.
6 ноября 2021 года Президентский совет Ливии отстранил Мангуш за то, что она проводила внешнюю политику без согласования с Советом. Ей также запретили путешествовать. Однако премьер-министр Абдель Хамид Дбейба оспорил право Президентского совета приостановить деятельность Мангуш, заявив, что право назначать или отстранять министров в своем правительстве является его исключительной прерогативой.
27 августа 2023 года, после объявления о встречи Наджлы Мангуш с министром иностранных дел Израиля Эли Коэном в Италии, она была отстранена от должности и против неё было возбуждено расследование. 28 августа она была уволена из кабинета Дбейбе. В тот же день она бежала из Ливии сначала в Турцию, а затем в Лондон, где проживает её семья, опасаясь за свою безопасность на фоне растущего волнения в Триполи по этому поводу.